# 能郷白山神社

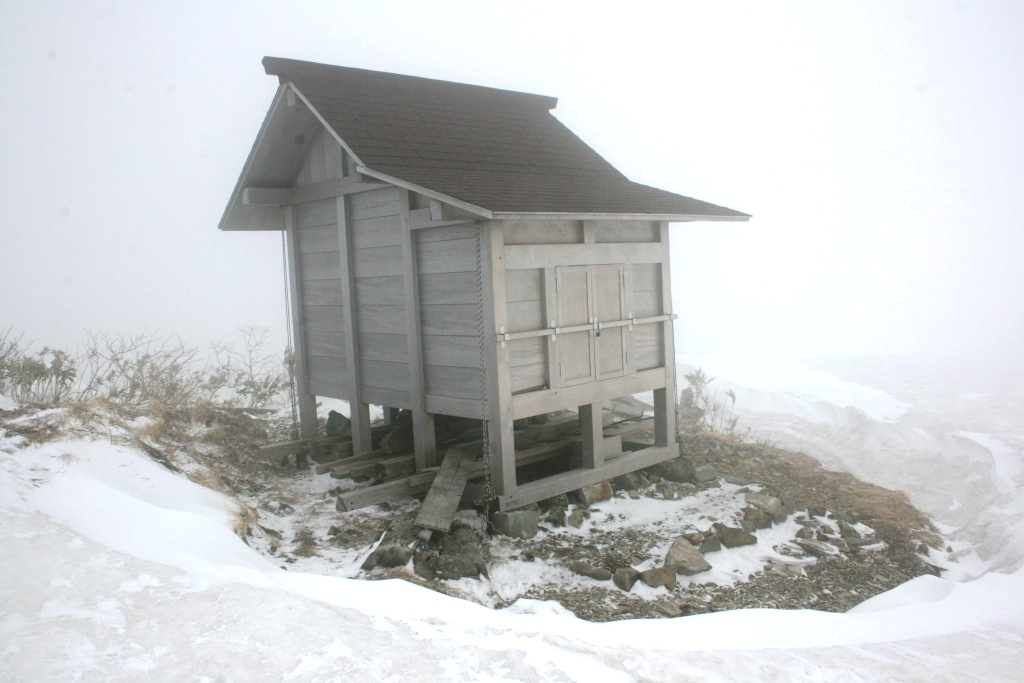
奥宮（2010年4月）

能郷白山神社（のうごうはくさんじんじゃ）は、岐阜県本巣市根尾能郷（ねおのうごう）に鎮座する神社。奥宮は能郷白山（標高1617.3m）の山頂にある。元は奥宮が本宮であったが、地元の人々のために現在の本宮が築かれたという。

## 祭神
- 菊理媛神（白山比咩神・白山権現）
- 伊弉諾尊
- 伊弉冉尊

## 沿革
養老2年（718年）、泰澄が加賀国白山比咩神社より勧請し創建したと伝え、「北陸七白山」の一つという（北陸七白山の他の神社の一つは大山白山神社という）。創建時は「白山妙理権現」といい、虚空蔵菩薩、十一面観世音菩薩、聖観世音菩薩が祀られていたという。
明治6年（1873年）6月郷社に列し、明治30年（1897年）に現在の社殿が再建され、平成19年（2007年）、本宮の修復が行われる。

## 祭祀
毎年4月13日の例祭では能郷の能・狂言が行なわれる。

## 社殿
現在の本殿は明治30年の再建である。

## 文化財
重要無形民俗文化財（国指定）
- 能郷の能・狂言[1]

岐阜県指定文化財
- 和鏡（重要文化財）[2]
- 能面（重要文化財）[3]
- 能狂言装束類（重要文化財）[4]
- 梵鐘（重要文化財）[5]
- 能狂言本（重要文化財）[6]
- 供物器（重要有形民俗文化財）[7]

本巣市指定文化財
- 仏像[8]
- 紺地金泥法華経[9]
- 紺地金泥金光明経[9]
- 鰐口[10]
- 能管[10]

## 交通
本宮
- 最寄の公共交通機関は樽見鉄道樽見線 樽見駅より約10km。
- 本巣市営バス能郷線「能郷」バス停下車、徒歩で約5分。

## その他
『延喜式神名帳』の美濃国大野郡「花長神社」という説がある。能郷白山神社の所在地は本巣市（旧・本巣郡根尾村）であるが、明治29年（1896年）までは大野郡西根尾村であった。